# Senne Rouffaer
Félicien P. I. (Senne) Rouffaer (Kapellen, 19 december 1925 – aldaar, 14 juli 2006) was een Vlaams acteur en filmregisseur.

## Kapitein Zeppos
Rouffaer was vooral bekend van zijn rol als Kapitein Zeppos, alias Jan Stephorst, in de gelijknamige televisieserie. Deze serie was zeer populair in 1964 en er kwam zelfs een vervolg vier jaar later. Ze werd aangekocht door de BBC, en op vele buitenlandse zenders uitgezonden. Van de serie bleef bij velen de dynamische regie en de swingende klankband van de openingsgeneriek bij (een bekend muziekstuk van Bert Kaempfert, getiteld Living It Up). Tijdens de opnames ervan kreeg hij een relatie met Vera Veroft, die de rol van zijn nicht Ariane Despinal speelde.
Zeppos was eerder het type van de voorkomende Engelse gentleman, die niet met de vuisten knokte, maar stijlvol het floret hanteerde, paard reed en met zijn auto door het water kliefde. Zo was de kapitein op het schip, die de harten van de Vlamingen veroverde.

## Levensloop, privéleven en werk
Na zijn middelbare studies aan het Klein Seminarie van Hoogstraten stak de oorlog stokken in de wielen om hoger onderwijs te gaan volgen. Terug in vredestijd had hij een gezin en was hij werkzaam bij de Kredietbank, nu KBC, waar hij goed op weg was om carrière te maken. Theaterpedagoog Ast Fonteyne raadde hem echter aan om dictielessen te volgen, want de drang om te gaan acteren was te groot. Hij volgde daarna lessen aan het Conservatorium te Antwerpen en begon te liefhebberen in het amateurcircuit.

Van 1951 tot 1956 speelde hij in het Reizend Volkstheater terwijl hij in enkele scholen in de Kempen dictielessen gaf. Nadien was hij verbonden aan de Brusselse KVS. Hij was een man met een grote liefde voor de taal en las graag gedichten. Met zijn afgemeten dictie en nauwkeurig geplaatste accenten was hij een late erfgenaam van de retorische acteertraditie. Hij stelde dat "de acteur de hele opzet, het hele spel moet dienen, en geen open doekjes mag najagen".
Hij verwierf vooral bekendheid door mee te spelen in verscheidene jeugdseries en -feuilletons. Hij speelde de hoofdrol in de film De man die zijn haar kort liet knippen (1965) van André Delvaux naar het gelijknamige boek van Johan Daisne. In 1968 speelde Rouffaer in Monsieur Hawarden van Harry Kümel naar het gelijknamige boek van Filip De Pillecyn. Verder ook in films van Marc Didden en Dominique Deruddere.
Naast acteren, regisseerde hij ook de Vlaamse jeugdseries Johan en de Alverman (1965), Axel Nort (1966), Midas (1967), Fabian van Fallada (1969), Keromar (1971), Het zwaard van Ardoewaan (1972) en De Kat (1973).
Bij de jongere generatie is hij bekend vane zijn cameo in de Buiten De Zone-aflevering "Kitsch & Kunst", waar hij zijn rol als boer in de film Het gezin van Paemel (1986) parodieert. In de laatste aflevering van de serie verklaart Bart De Pauw dat het voor hem een voorrecht was om te mogen samenwerken met verscheidene grote acteurs in Buiten De Zone. Hij somt alle bekende gastacteurs uit de serie op, terwijl er passende televisiefragmenten worden getoond. Rouffaer noemt hij echter "Kapitein Zeppos", alsof het een echt persoon betreft.
Zijn rol in Minder dood dan de anderen (1992) leverde hem de Joseph Plateauprijs op. Zijn laatste rollen op het toneel, meer bepaald in 1998–1999, waren passende afscheidsrollen als die van Prospero in Shakespeares De Storm, en daarna de monoloog Het Verhoor van Robert Pinget. "Theater is een ruimte waar getoond wordt dat communicatie tussen mensen mogelijk is", zei hij, "Het is de uitdrukking van alles wat de mensen aangaat: van het grootste geluk tot de diepste angsten. Theater bewijst dat alles bespreekbaar is. Dat er andere middelen zijn dan wilde kreten, geweren en granaten. Ik denk dat het theater in deze tijd vooral een vluchtheuvel is, ook al gaat 90% van de stukken over gruwel. Zelfs komedies gaan over mislukkingen. Feydeau heeft het nooit over de glorie van de mens, maar altijd over zijn potsierlijke tekortkomingen."
De laatste jaren van zijn leven was Rouffaer wel niet meer actief in de televisiewereld, maar toch werd hij nog af en toe gevraagd voor speciale gelegenheden. Zo was hij in 1995 te gast bij Ben Crabbé voor een uitgebreid interview.
Rouffaer was getrouwd met Vera Veroft en had vier zoons: Peter, Vincent, Bruno en Bart. Vincent is televisieregisseur van onder andere De Collega's en Witse. Peter en zijn nicht, Greet, acteren beiden (toevallig ook in gelijkaardige rollen), namelijk in respectievelijk de series Thuis (als dokter Smeekens) en Wittekerke (als dokter Nellie De Donder, totdat de reeks eindigde in 2008), Bruno is consultant, en Bart kwam in 1982 op 22-jarige leeftijd om het leven bij een auto-ongeluk.
Senne Rouffaer speelde ooit een gastrol in Wittekerke als Frans De Donder, de vader van Nellie. Na al enkele jaren de ziekte van Alzheimer te hebben, overleed hij uiteindelijk op 80-jarige leeftijd.